# Comté de Bitche
XIe siècle – 1751
Entités précédentes :
- Duché de Lorraine
- Comté de Nassau-Sarrebruck

Entités suivantes :
- Bailliage de Bitche
- Bailliage de Sarreguemines
- Comté de Blieskastel
- Comté de Hanau-Lichtenberg

La seigneurie ou le comté de Bitche (allemand : Herrschaft bzw. Grafschaft Bitsch) est un ancien comté ou seigneurie du duché de Lorraine et du Saint-Empire.
En 1297, le duc de Lorraine Ferry III vend la seigneurie de Bitche à Eberhard de Deux-Ponts, qui l'unifie avec la partie orientale des États de Deux-Ponts en « comté de Deux-Ponts-Bitche ». La partie bitchoise, désormais connue sous le nom de « comté de Bitche », redevient lorraine en 1604 et est brièvement intégrée au royaume de France de 1680 à 1697. En 1751, le comté est transformé en bailliage du duché de Lorraine, qui devient définitivement français en 1766 avec l'annexion de la Lorraine par la France.

## Toponymie
- Anciennes mentions: Seigneurie de Bitsche (XVe siècle[1]) ; Comté de Biche (1656[2], 1690[3], 1696[4], 1698[5], 1715[6], 1725[7], 1757[8]) ; LaComté de Bische (1692[9]) ; Comté de Bitsch (1726[10]) ; Comté de Bitche (1749[11], 1770[12]).

## Histoire

### XIIe–XIVesiècle

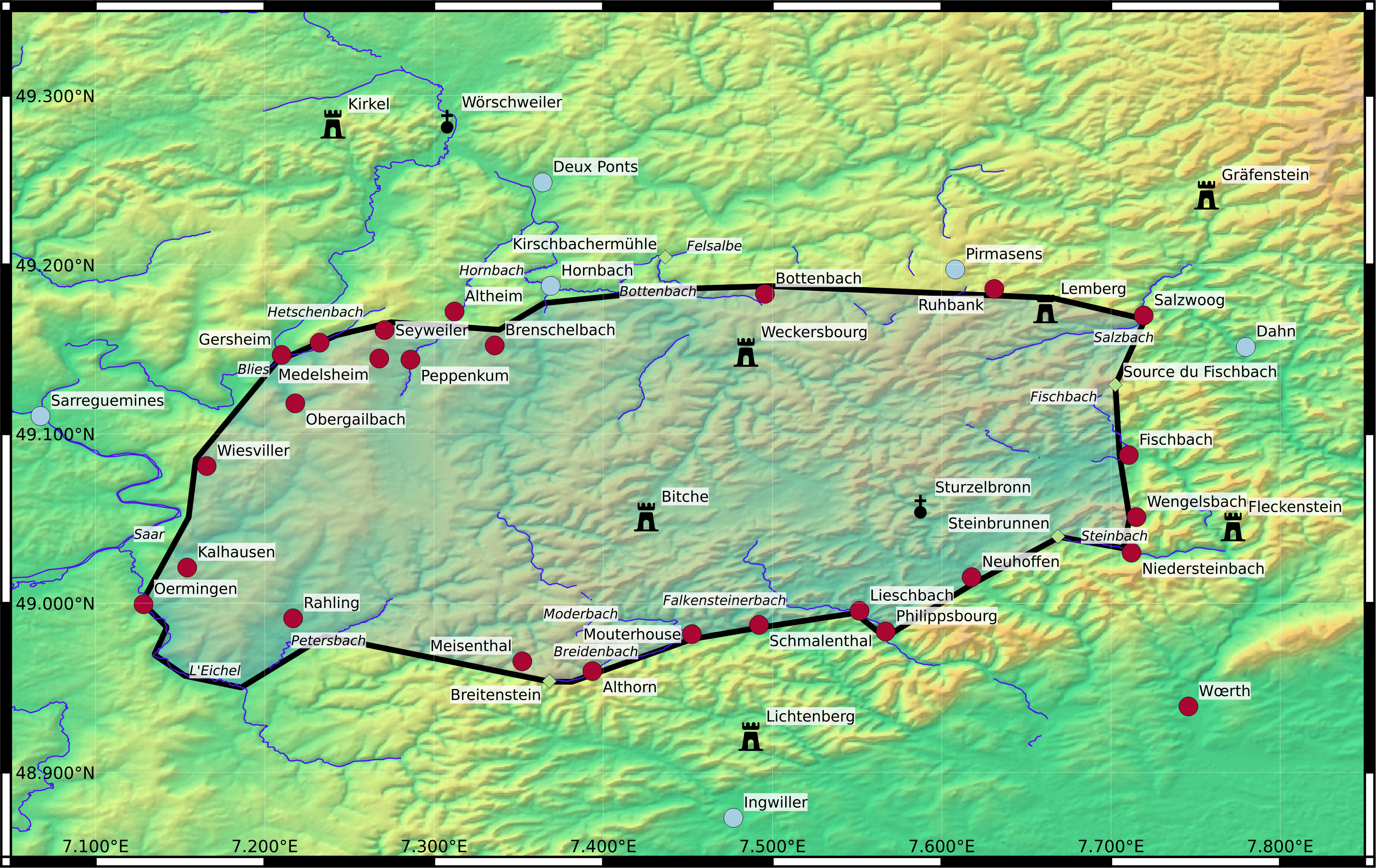
Carte du comté à la fin du XIIe siècle.

La première mention du nom de Bitis se trouve dans une lettre datée du milieu de XIIe siècle et dans laquelle le duc de Lorraine, Ferry Ier demande au comte de Sarrewerden de respecter les limites ainsi que les habitants de sa seigneurie. Dans cette lettre écrite en lettres gothiques, mais en latin, les limites de cette seigneurie sont parfaitement établies (voir cette lettre dans Wikisource : Seigneurie de Bitche en 1196). Sur le Schlossberg, au nord du village de Lemberg, s'élevait le premier château de Bitche, ou Alt-Bitsch, mentionné sous la forme Bitis Castrum en 1172 dans un document où Ferry Ier se dénomme lui-même comme « Dominus de Bites » (seigneur de Bitche),.
Au XIIe siècle toujours, le village d'Achen, possession des Lützelstein, est donné au fils du duc Ferry II de Lorraine (lui-même fils de Ferry Ier), Réginald ou Renaud, alors seigneur de Bitche et comte de Blieskastel, qui le réunit à la seigneurie. Mais en 1246, le duc Mathieu II de Lorraine signe un traité par lequel il promet de rendre le village d'Achen au comte Hugues de Lützelstein dès qu'il aura recouvré la seigneurie. Dans la suite, le comte Hugues paraît être rentré de fait en possession d'Achen, puisque, en 1272, il donne le patronage et la dîme du village à l'abbaye de Sturzelbronn.
À partir de la fin du XIIe siècle, les sires de Lichtenberg, notamment grâce à une politique territoriale efficace, accroissent leurs possessions, et certaines possessions de la seigneurie de Bitche passent dans leur seigneurie, notamment Montbronn (au XIIIe siècle) et Schweyen (au XIVe siècle).
En 1275, le village de Reyersviller est donné en gage par le duc Ferry III de Lorraine à Henri de Fleckenstein.
Au XIIIe siècle, la seigneurie de Bitche était le seul territoire du duc de Lorraine à se trouver dans le domaine linguistique allemand et du fait du morcellement des possessions des comtes de Deux-Ponts, elle se trouvait géographiquement isolée.
Le comte Eberhard Ier de Deux-Ponts-Bitche († 1321) proposa alors un accord d’échange au duc Ferry III (1240-1303). Cette transaction se fit par deux traités : celui du 13 mai 1297 et celui du 1er juillet 1302. À cette date, Eberhard Ier unit par union personnelle la seigneurie avec la partie orientale des États de Deux-Ponts ou bailliage de Lemberg (Palatinat), comme « comté de Deux-Ponts-Bitche ». Il crée aussi, dit-on, le second château de Bitche sur le rocher actuel de la ville de Bitche avant de mourir en 1321.

### XVe–XVIesiècle
En 1575, le comte Simon IV Wecker (de) est le seul membre de la noblesse lorraine – avec la ville de Sarrebourg – à rester loyal au duc René II après la conquête de la Lorraine par Charles le Téméraire. En 1576 il accueille le duc à Sarrebourg avec tous les seigneurs de Haute Sargovie qui lui sont restés fidèles et l'escorte jusqu'à Strasbourg afin que celui-ci puisse combattre aux côtés de la Ligue alémanique à la bataille de Morat.
En 1527, Balthazar, descendant d'Henri de Fleckenstein, vend Reyersviller au comte de Deux-Ponts-Bitche.
En 1540, le comte Jacques (1510-1570 ; aussi seigneur de la moitié de Lichtenberg et d'Ochsenstein) succède à son frère, Simon V Wecker, et n'a, comme lui, qu'une fille pour héritière : Ludovica-Margaretha de Bitche-Lichtenberg, épouse de Philippe V de Hanau-Lichtenberg. Jacques est donc le dernier comte de Deux-Ponts-Bitche, la succession se faisant normalement en lignée mâle.
Le 12 juillet 1553, le comte de Nassau-Sarrebruck cède le village d'Achen au comte Jacques. Le village retrouve ainsi le comté de Bitche.

#### Conflit autour de la succession du comté (1570-1604)
En 1570, à la mort du comte Jacques/Jacob, une querelle s'éleva entre les maris des deux cousines héritières, Amélie (fille de Simon V Wecker et femme de comte Philippe Ier de Linange-Westerburg) et Louise-Marguerite (épouse du comte Philippe V de Hanau-Lichtenberg). Il y avait même une autre candidate à la succession, Elisabeth (1504-1575), sœur de Simon V Wecker et de Jacques de Deux-Ponts-Bitche et femme de Jean-Louis comte de Sulz (de), mais elle renonça ver 1573. Philippe V aurait pu s'imposer sans problème sur son rival Philippe Ier, s'il ne s'était pas rallié aux luthériens lorsque se répandit la réforme protestante, se faisant du duché de Lorraine catholique un ennemi. En fin de compte, Amélie de Bitche, fille de Simon Wecker, nièce de Jacques et épouse de Philippe Ier de Linange-Westerburg, vendit la terre de Bitche au duc de Lorraine Charles III (1543-1608) pour la somme de 50 000 écus.
Philippe V réclama alors l’héritage de son beau-père Jacques. Le duc de Lorraine le lui reconnut. Cependant, le nouveau seigneur protestant, voulut imposer sa religion à ses sujets selon la règle qui voulait à l’époque qu’on épousât la religion du souverain : cujus regio, ejus religio. Philippe y mit tant de vigueur, allant jusqu’à emprisonner le supérieur de l’abbaye de Sturzelbronn, qu’il incommoda le duc de Lorraine qui le convoqua devant les assises de Nancy. Philippe refusa de s’y rendre et fut déclaré félon. Le duc de Lorraine fit assiéger Bitche en juillet 1572. Au bout de quelques jours, le château se rendit mais Philippe put s’enfuir. Les troupes du duc de Lorraine prirent même dans la foulée le château de Lemberg (Palatinat) et les villages environnants, obligeant la population à prêter serment au duc. Ainsi, cet épisode contribua à confirmer l’autorité du duc de Lorraine sur la région de Bitche.
Philippe V, ne pouvant rien contre la puissance des Guise, branche cadette ultra-catholique de la Maison de Lorraine, opta pour l'action juridique. Au terme des conclusions du procès devant la Chambre impériale, la maison de Lorraine pouvait revendiquer non seulement les terres issues du partage territorial de 1302, mais aussi prétendre à l'héritage des fiefs que les comtes de Linange avaient rachetés en 1573.
Nouveau maître, le duc Charles III engagea Bitche à deux princes catholiques : Jacques III de Bade-Hachberg (1562-1590), puis son cousin germain Charles II de Hohenzollern-Sigmarigen (1547-1606) (ce dernier vers 1591-1599/1604 ; il avait d'ailleurs épousé la veuve du premier, Elisabeth de Culemborg-Pallandt),.
En 1604, c'est finalement un accord qui vint régler le partage entre la maison d'Hanau-Lichtenberg et le duché de Lorraine : le bailliage de Lemberg (Palatinat) (avec Philippsbourg) passe aux Hanau-Lichtenberg (fondus plus tard dans la Maison de Hesse-Darmstadt), et les autres territoires, avec entre autres Schweyen qui fait son retour dans le comté, sont revenus à la Lorraine.

### XVIIe–XVIIIesiècle

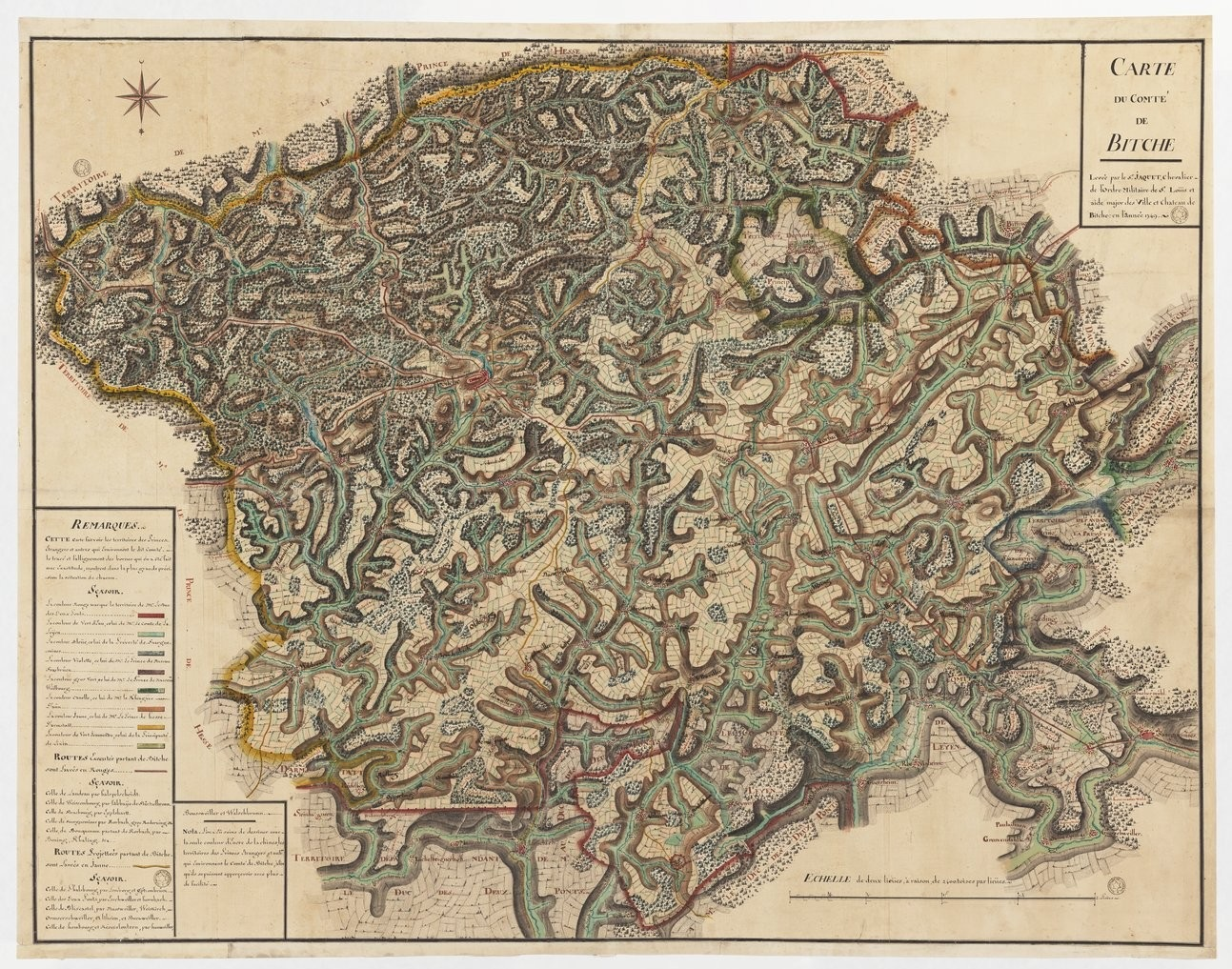
Carte militaire du comté (1749).

En 1606, le comté de Bitche rejoint alors le bailliage d'Allemagne, l'une des trois circonscriptions administratives du duché de Lorraine.
Vers 1665, Sarreck, Fénétrange, Sarrewerden, Sarralbe, Sarreguemines et Bitche sont constitués par le duc de Lorraine Charles IV en un duché de « Sareland » au bénéfice de son fils adultérin, le prince de Vaudémont.
Le comté est réuni au royaume de France par la Chambre de Metz entre 1680 et 1697, date à laquelle il retourne au duché de Lorraine grâce aux traités de Ryswick de 1697.
Lors de la suppression du bailliage d'Allemagne, en 1751, le bailliage de Bitche est créé et une grosse partie du comté y est intégrée, à l'exception des villages d'Achen, Etting, Kalhausen, Obergailbach, Gros-Réderching et Weidesheim qui passent quant à eux dans le bailliage de Sarreguemines.
En 1766, le duché de Lorraine et de Bar est intégré au royaume de France, devenant le grand-gouvernement de Lorraine-et-Barrois. Son histoire devient alors l'histoire d'une province française.
À la suite de la Révolution de 1789, les entités territoriales de l'Ancien Régime sont supprimées, et Bitche devient le siège d'un district du département de la Moselle fraîchement créé. Montbronn y est aussi intégré, et le village perd ainsi son statut vieux de près de 600 ans d'enclave dans le pays de Bitche.

### Héraldique
| Blason | Blasonnement : D'or à un écusson de gueules. |

## Composition
| Composition en 1150 | Composition en 1150 | Composition en 1150   |
| Nom (1150)          | Nom actuel          | Arrondissement actuel |
| ------------------- | ------------------- | --------------------- |
| Bedebur             | Bettviller          | Sarreguemines         |
| Botembach           | Bottenbach          | Palatinat-Sud-Ouest   |
| Brenstelbach        | Brenschelbach       | Sarre-Palatinat       |
| Criegelsbach        | Griesbach           | Sarreguemines         |
| Gelbach             | Niedergailbach      | Sarre-Palatinat       |
| Gelbach             | Obergailbach        | Sarreguemines         |
| Lutzwire            | Loutzviller         | Sarreguemines         |
| Mabrunnen           | Montbronn           | Sarreguemines         |
| Medelesheim         | Medelsheim          | Sarre-Palatinat       |
| Oldingen            | Oldingen            | Sarreguemines         |
| Radingen            | Rahling             | Sarreguemines         |
| Rorbach             | Rohrbach            | Sarreguemines         |
| Rudelkirge          | Guiderkirch         | Sarreguemines         |
| Wergesinge          | Wersingen           | Saverne               |
| Wigere              | Weyer               | Sarreguemines         |
| Wilmunster          | Volmunster          | Sarreguemines         |
| Wisewire            | Wiesviller          | Sarreguemines         |

| Composition en 1594 | Composition en 1594 | Composition en 1594            |
| Nom (1594)          | Nom actuel          | Mairie, prévôté ou sergenterie |
| ------------------- | ------------------- | ------------------------------ |
| Kaltenhaussen       | Bitche              | Schorbach                      |
| Ror                 | Bitche              | Schorbach                      |
| Abbertingen         | Olferding           | Rumelingen                     |
| Achen               | Achen               | Biningen                       |
| Altheim             | Altheim             | Altheim                        |
| Bedweiller          | Bettviller          | Rumelingen                     |
| Boweiller           | Böckweiler          | Rumelingen                     |
| Biningen            | Bining              | Biningen                       |
| Breytembach         | Breidenbach         | Bussweiller                    |
| Bussweiller         | Bousseviller        | Bussweiller                    |
| Drulben             | Trulben             | Waldsborn                      |
| Eppenborn           | Eppenbrunn          | Waldsborn                      |
| Eppingen            | Epping              | Rumelingen                     |
| Ettingen            | Etting              | Biningen                       |
| Eychemberg          | Enchenberg          | Biningen                       |
| Gissingen           | Guising             | Rumelingen                     |
| Greppen             | Kröppen             | Waldsborn                      |
| Hauweiller          | Hanviller           | Schorbach                      |
| Hellingen           | Hoelling            | Rumelingen                     |
| Huspelschidt        | Haspelschiedt       | Waldsborn                      |
| Hilscht             | Hilst               | Waldsborn                      |
| Hoddweiller         | Hottviller          | Rumelingen                     |
| Holbach             | Holbach             | Rumelingen                     |
| Kallenhaussen       | Kalhausen           | Biningen                       |
| Lampach             | Lambach             | Biningen                       |
| Lengissheim         | Lengelsheim         | Schorbach                      |
| Leymberg            | Lemberg             | Biningen                       |
| Ludenschidt         | Liederschiedt       | Waldsborn                      |
| Moterhausen         | Mouterhouse         | Rollingen                      |
| Niedergailbach      | Niedergailbach      | Gailbach                       |
| Obergailbach        | Obergailbach        | Gailbach                       |
| Orchingen           | Erching             | Rumelingen                     |
| Omesweiller         | Ormersviller        | Rumelingen                     |
| Riderchingen        | Gros-Réderching     | Biningen                       |
| Riderchingen        | Petit-Réderching    | Rumelingen                     |
| Reygerssweiller     | Reyersviller        | Schorbach                      |
| Rollingen           | Rahling             | Rollingen                      |
| Roppweiller         | Roppeviller         | Waldsborn                      |
| Rorbach             | Rohrbach            | Biningen                       |
| Rumelingen          | Rimling             | Rumelingen                     |
| Schmalenthal        | Schmalenthal        | Rollingen                      |
| Schorbach           | Schorbach           | Schorbach                      |
| Schweigs            | Schweix             | Waldsborn                      |
| Sigerstal           | Siersthal           | Biningen                       |
| Steimbach           | Obersteinbach       | Steimbach                      |
| Urbach              | Urbach              | Rumelingen                     |
| Wadhaussen          | Waldhouse           | Waldsborn                      |
| Waldsborn           | Walschbronn         | Waldsborn                      |
| Walsimer            | Walsheim            | Rumelingen                     |
| Weiskirchen         | Weiskirch           | Rumelingen                     |
| Wolmunster          | Volmunster          | Rumelingen                     |

## Liste des seigneurs ou comtes de Bitche

### Maison de Lorraine
La terre du comté appartenait à la famille de Lorraine dès le commencement du XIe siècle. Les ducs de Lorraine en jouissaient donc déjà à l'époque, voir liste des ducs de Lorraine avant 1176.
- Ferry Ier, de 1176 à 1206, premier à revendiquer officiellement le titre de seigneur de Bitche.
- Ferry II, de 1206 à 1213, également duc de Lorraine.
- Renaud, de 1238 à 1274, également de 1240 à 1274 comte de Blieskastel, n'ayant point de descendance, sa seigneurie revient directement au duc de Lorraine.
- Ferry III, de 1276 à 1297, en sa qualité de duc de Lorraine.

### Maison de Deux-Ponts
- Eberhard de Deux-Ponts, de 1297 à 1321, après échange de la seigneurie avec le duc de Lorraine.
- Simon Ier, de 1321 à 1355.
- Jean Hanemann Ier, de 1355 à 1400.
- Jean Hanemann II, de 1400 à 1418, règne les premières années conjointement avec son frère Simon III Wecker.
- Frédéric, de 1418 à 1474, son frère Henri Ier épouse Cunégonde d’Ochsenstein et fonde la branche cadette des Deux-Ponts-Bitche-Ochsenstein.
- Simon IV Wecker, de 1474 à 1499.
- Renaut, de 1499 à 1532.
- Simon V Wecker, de 1532 à 1540, ne laisse qu'une fille, Amélie (mariée à Philippe Ier de Linange-Westerburg), la succession passe donc à son frère.
- Jacques, de 1540 à 1570, qui ne laisse lui aussi qu'une fille, Louise-Marguerite, qui épousera le comte Philippe V de Hanau-Lichtenberg.

Le titre de seigneur ou de comte de Bitche disparaît au retour du comté au duché de Lorraine: voir liste des ducs de Lorraine à partir de 1570.